# Hybris (skivbolag)
Hybris är ett svenskt musikbolag som grundades 2004 med kontor i Stockholm och Köpenhamn. Bland artisterna finns bland andra Postiljonen, Iberia, Korallreven, 1987, Faye, Monty, Jonathan Johansson, Juvelen, Lucas Nord, TIAC, Vapnet, Andreas Mattsson, Tove Lo, Mares, Niva, Nord & Syd, Blood Music, Noonie Bao, Rubies, Hell on Wheels, Kalle J, Montt Mardié, Maasai, Wild At Heart, The Sweptaways, Elias & the Wizzkids, El Perro del Mar, Familjen, The Kid, KOMMUN, Asha Ali, Roos, The Land Below, Bam Spacey, Azure Blue, Biker Boy, Erik Jonasson, Personal Trainers, Nadja Evelina, Sam Florian, Echo Ladies, WY Aura Oyasumi, Sara Parkman, Big Fox, Delagoon och Far & Son. Hybris har bland annat uppmärksammats för att vara positiva till nedladdning och fildelning. Hybris driver också ett musikförlag under namnet Hybris Publishing. Palpitation, This is Head, Maasai, Elias & the Wizzkids, Montt Mardié, Monty och Familjen ligger på Hybris Publishing. Hybris äger också bokningsbolaget Hybris Live. 2011 startades underetiketten Ikaros som släpper artisten Lisa Alma.
Hybris drivs av Mattias Lövkvist, John Gadnert och Kalle Magnusson. Personerna bakom Hybris drev också det numera nedlagda musikmagasinet Ondskan vars femte och sista numret utkom i december 2007.
Hybris är också ett av de drivande bolaget bakom organisationen The Swedish Model som är en sammanslutning av sex stycken musikbolag som gått samman för att driva fram frågan om musikbranschens framtid.